# Konón ze Samu
Konón ze Samu, řecky Κόνων ὁ Σάμιος (asi 280 př. n. l. – asi 220 př. n. l.) byl starořecký astronom a matematik.
Konón se se dle tradice narodil na řeckém ostrově Samu, v tradičním středisku pythagorejství a tedy i starořecké matematiky. Většinu života ale působil v Alexandrii, jakožto dvorní astronom ptolemaiovského panovníka Egypta Ptolemaia III. Králova manželka, královna Bereniké ze Cyrenaiky (též Bereniké II.), obětovala své vlasy za šťastný návrat manžela z války v Sýrii. Když se vlasy ztratily z chrámu, Konón přišel s vysvětlením, že bohyně Afrodita vlasy vzala na nebesa a pojmenoval jimi Souhvězdí Vlasů Bereniky. Název ponechala i moderní astronomie a souhvězdí je tak jediným, které je dnes pojmenováno po historické osobě, byť královna Bereniké je někdy zaměňována za sestru Ptolemaia III., jež se rovněž jmenovala Bereniké, a kvůli jejíž vraždě král vlastně invazi do Sýrie podnikl.
Své astronomické poznatky Konón shrnul do sedmidílného díla De astrologia, ceněny jsou zvláště pasáže o zatměních Slunce.
Blízkým Konónovým přítelem v Alexandrii byl Archimédés. Pappos z Alexandrie tvrdil, že objevitelem Archimédovy spirály je ve skutečnosti právě Konón. Apollónios z Pergy zase uváděl, že Konón bádal o kuželosečkách, a že na Konónových objevech postavil svou knihu Kónika věnovanou tomuto tématu. Tyto údaje však historici nedokáží ověřit.